# Мацкевич Антоніна Наумівна

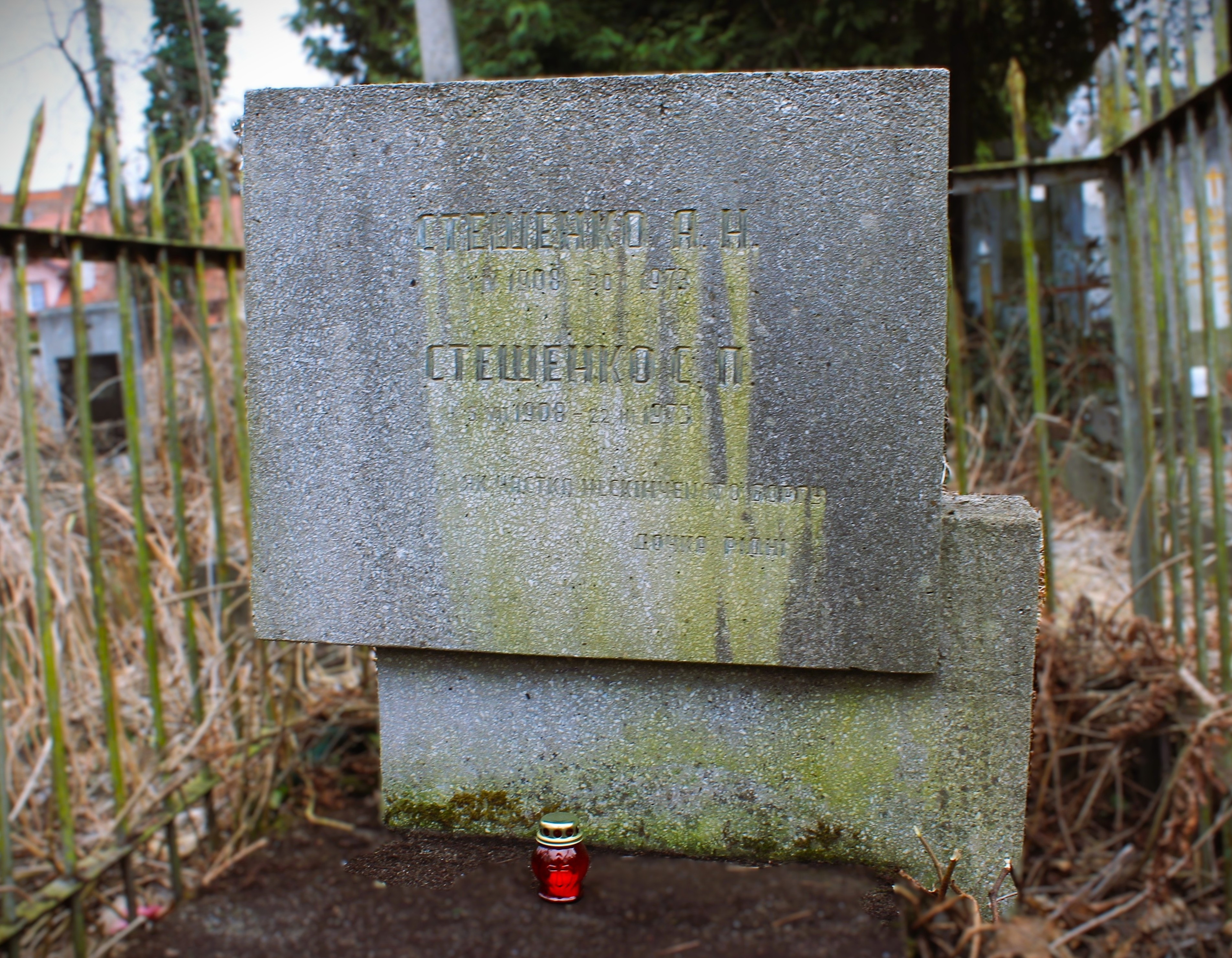
Надгробок на могилі Антоніни Мацкевич (Стешенко).

Антоні́на Нау́мівна Мацке́вич (Стешенко) (19 квітня 1908, м. Нові Санжари (нині Полтавська область) — 30 листопада 1973, м. Львів) — організатор і перший головний режисер Львівського театру ляльок; театральний критик.

## Життєпис
Антоніна Мацкевич народилася у 1908 році в провінційному містечку Нові Санжари, що на Полтавщині.
Навчалася у Московському ВХУТЕМАСі (Вищі художньо-технічні майстерні), куди найімовірніше вступила у свої п'ятнадцять/шістнадцять років — 1923 року, коли ректором був Володимир Фаворський (російський художник, Народний художник СССР).
Закінчивши навчання в Росії, Мацкевич повернулася до України і, перш за все, поїхала до Харкова, де творив відомий театральний режисер і актор Лесь Курбас. У 1928—1930 рр. А. Мацкевич навчається при одній із студій «Березоля» в Харкові.
30 листопада 1973 року Антоніна Мацкевич померла від тяжкої тривалої хвороби у Львові, де на той час працювала і жила. Похована на 85 полі Личаківського цвинтаря.

## Професійна діяльність
Антоніна Наумівна Мацкевич у 1940 році разом із чоловіком Стешенком Сергієм Петровичем переїжджають у Львів, де створюють Будинок народної творчості і працюють там: А. Мацкевич — художній керівник, С. Стешенко — директор.
1 березня 1945 року постановою облвиконкому № 832 при ЛВНТ створено Театр ляльок, куди Мацкевич перевели головним режисером, а Стешенка — головним художником.
А. Мацкевич розуміла, що театру необхідні свіжі акторські сили, саме тому спільно із директором Леонідом Зільбергом 1966 року вони створили творчо-експериментальну студію, яка проіснувала всього рік, де навчали майбутніх акторів для свого театру.

## Нагороди та участь у фестивалях
Восени 1946 року відбувся Всеукраїнський огляд театрів ляльок. Львівський театр на цьому огляді показав вистави «Івасик Телесик», «Снігова королева», «Кіт в чоботях» та зайняв одне з перших місць.
Справжнім успіхом для театру стає участь у Всесоюзному фестивалі театрів ляльок пізніше 1957 року, який відбувся в Москві з нагоди 40-річчя Великої Жовтневої соціалістичної революції.
За виставу «Коза-Дереза» в режисурі А. Мацкевич і за виставу «По щучому велінню» в режисурі А. Кліппа, театру було присуджено Диплом першого ступеня.
Актори театру К. Авраменко, А. Радова-Шейнфельд, О. Джежора, Т. Серант, Ю. Коляда, Л. Тарасьєв, режисери А. Мацкевич та А. Кліпп були удостоєні звання лауреатів Всесоюзного фестивалю театрів ляльок.

### Репертуарна афіша Львівського театру ляльок в режисурі А.Мацкевич[1]
| №  | Вистава                              | Автор                       | Дата          | Жанр                 |
| -- | ------------------------------------ | --------------------------- | ------------- | -------------------- |
| 1  | «Гусеня»                             | Н. Гернет                   | 8 квітня 1945 | Казка                |
| 2  | «Чарівна калоша»                     | Г. Матвєєва                 | 1945          | Казка                |
| 3  | «Івасик Телесик»                     | Ю. Заховай                  | 1945          | Казка                |
| 4  | «Снігова королева»                   | Є. Шварц                    | 1946          | Казка                |
| 5  | «Кіт у чоботях»                      | Т. Габбе                    | 1946          | Казка                |
| 6  | «Казка про Балду»                    | О. Пушкін                   | 1946          | Казка                |
| 7  | Байки                                | І. Франко                   | 1946          | Байки                |
| 8  | «З щирим серцем та гірким перцем»    | А. Мацкевич                 | 1946          | Інтермедія           |
| 9  | «Коза Дереза»                        | М. Лисенко                  | 1946          | Жартівлива опера     |
| 10 | «Теремок»                            | М. Поліванова               | 1947          | Казка                |
| 11 | «Кицькин дім»                        | М. Поліванова               | 1947          | Казка                |
| 12 | «Веселі ведмежата»                   | М. Поліванова               | 1947          | Казка                |
| 13 | «Юрко і Бурко»                       | Ю. Заховай                  | 1947          | Казка                |
| 14 | «Лихо від ніжного серця»             | В. Сологуб                  | 1947          | Вистава для дорослих |
| 15 | «Дзвони-лебединці»                   | Г. Карнаухова, Л. Браусевич | 1948-1949     | Казка                |
| 16 | «По щущому велінню»                  | Українська народна казка    | 1948          | Казка                |
| 17 | «Київська соната»                    | Ю. Яновський                | 1948          |                      |
| 18 | «Чук і Гек»                          | Ю. Заховай                  | 1949 (?)      | Казка                |
| 19 | «Школа Снігуроньки»                  |                             | 1949 (?)      | Казка                |
| 20 | «Буратіно»                           | О. Борисова                 | 1950          | Казка                |
| 21 | «Рікі-Тікі-Таві»                     | О. Владичина                | 1951          | Казка                |
| 22 | «Золушка»                            | Т. Габбе                    | 1951          | Казка                |
| 23 | «Ферда — краще всіх»                 | Й. Калаб                    | 1951          | Казка                |
| 24 | «Ніч під Різдво»                     | М. Гоголь                   | 1951          | Вистава для дорослих |
| 25 | «2:0 на нашу користь»                | В. Полякова                 | 1951          | Вистава для дорослих |
| 26 | «Галатея»                            |                             | 1951-1952     | Вистава для дорослих |
| 27 | «Іван — син селянський»              | Б. Сударашкін               | 1952          | Казка                |
| 28 | «Два клени»                          | Є. Шварц                    | 1952          |                      |
| 29 | «Сказка о потерянном времени»        | Є. Шварц                    | 1952          | Казка                |
| 30 | «Майська ніч»                        | За М. Гоголем               | 1952 (?)      | Казка                |
| 31 | «Пан Коцький»                        | Українська народна казка    | 1952-1953 (?) | Казка                |
| 32 | «Білосніжка»                         |                             | 1952-1953 (?) | Казка                |
| 33 | «Лисичка-сестричка та Вовк-панібрат» | Українська народна казка    | 1952-1953 (?) | Казка                |
| 34 | «Фарбований Лис»                     | І. Франко                   | 1953 (?)      | Казка                |
| 35 | «Лісові артисти»                     |                             | 1953          | Казка                |
| 36 | «Золотий Баранчик»                   |                             | 1953          | Казка                |
| 37 | «Зачарована рукавичка»               |                             | 1953 (?)      | Казка                |
| 38 | «Горбоконик»                         | П. Єршов                    | 1953 (?)      | Казка                |
| 39 | «Козенята та сірий вовк»             | М. Мєдвєдкіна               | 1953 (?)      | Казка                |
| 40 | «Ведмежатко Рімтімті»                |                             | 1953 (?)      | Казка                |
| 41 | «Солом'яний бичок»                   | Українська народна казка    | 1953 (?)      | Казка                |
| 42 | «Стійкий олов'яний солдатик»         | За Г. К. Андерсеном         | 1953-1954 (?) | Казка                |
| 43 | «Поросятко Чок»                      |                             | 1953-1954 (?) | Казка                |
| 44 | «Дикі лебеді»                        | Г. К. Андерсен              | 1950-ті       | Казка                |
| 45 | «Мадмуазель Нітуш»                   | К. Рижов                    | 1950-ті       | Вистава для дорослих |
| 46 | «Ловіть мить удачі»                  | К. Рижов                    | 1950-ті       | Казка                |
| 47 | «Лівша»                              | За (?) Лєсковим             | 1950-ті       | Казка                |
| 48 | «Чортів млин»                        | І. Шток                     | 1955          | Казка                |
| 49 | «Іван Царевич»                       |                             | 1950-ті       | Казка                |
| 50 | «Стрибогів ліс»                      |                             | 1950-ті       | Казка                |
| 51 | «Сорочка щастя»                      |                             | 1950-ті       | Казка                |
| 52 | «Анаїт»                              |                             | 1950-ті       | Казка                |
| 53 | «Наречена Дракона»                   |                             | 1950-ті       | Казка                |
| 54 | «Царівна Жаба»                       | Н. Гернет                   | 1950-ті       | Казка                |
| 55 | «Політ на місяць»                    | А. Мацкевич, О. Канаєвський | 1959          | Казка                |
| 56 | «Колобок»                            | Українська народна казка    | 1950-ті       | Казка                |
| 57 | «Донька Індії»                       | Н. Ходл                     | 1950-ті       | Казка                |
| 58 | «Один плюс один»                     | І. Фіол                     | 1950-ті       | Казка                |
| 59 | «Скарб Валідуба»                     |                             | 1950-ті       | Казка                |
| 60 | «Гусеня та кольорові хвостики»       | Н. Гернет, М. Поліванова    | 1950-ті       | Казка                |
| 61 | «Лісовик»                            | Н. Алтухова                 | 1950-ті       | Казка                |